# Chufo Lloréns
José Lloréns, noto come Chufo Lloréns (Barcellona, 1931 – Barcellona, 14 maggio 2025), è stato uno scrittore spagnolo specializzato in romanzi storici.
Il suo romanzo Il signore di Barcellona, che lo impegnò per quattro anni, divenne un bestseller vendendo 150 000 copie in un giorno.

## Biografia
Studiò giurisprudenza e lavorò come impresario di spettacoli prima di cominciare la carriera di scrittore nel 1986.

## Opere
- Nada sucede la víspera (1986)
- La otra lepra (1993)
- Catalina, la fugitiva de San Benito (2001)
- La saga de los malditos (2003)
- Il signore di Barcellona (Te daré la tierra, 2008)
- Mare di fuoco (Mar de fuego, 2011)